# Hugh Cecil Lowther

Hugh Cecil Lowther (portret door Sir John Lavery, ca 1920)

Hugh Cecil Lowther, 5de graaf van Lonsdale (1857-1944) was een Engels edelman. Hij volgde zijn broer, George Henry in 1882 op als graaf van Lonsdale. Hij stond bekend als bon vivant en als zeer sportief, wat hem de officieuze titel England's greatest sporting gentleman opleverde. Lord Lonsdale organiseerde in 1909 het professionele boksen in Engeland en was de president van de National Sporting Club of Britain. Elke bokser die kampioen werd en zijn kampioenschap drie keer verdedigde kreeg de Lonsdale-riem. Vanwege zijn verdiensten voor de bokssport is naar hem het kledingmerk Lonsdale genoemd. Ook was Hugh Cecil Lowther een toegewijd voetbalfan; hij was in 1936 voorzitter van Arsenal FC en werd later erevoorzitter van deze club. Daarnaast is zijn naam aan een type sigaar verbonden. Door zijn passie voor Cubaanse sigaren is hij de enige mens naast Winston Churchill, waarna een sigarenformaat is vernoemd. Veel sigarenfabrieken hebben een Lonsdale in hun productielijn, een voorbeeld is de Cohiba Siglo V. Ook is Hugh Cecil Lowther beroemd geworden vanwege een weddenschap om $100.000,-, die hij met John Pierpoint Morgan had afgesloten. Deze weddenschap ging over de vraag of iemand (in dit geval ene Harry Bensley) te voet en met £ 1/- de wereld rond kon reizen, zonder zich te kunnen/mogen identificeren.